# 利贝纳
利贝纳（德語：Libehna，發音：[liˈbeːna]）是德国萨克森-安哈尔特州安哈尔特-比特费尔德县曾经的一个市镇，面积5.38平方千米，2012年6月5日人口为291人。2010年1月1日，利贝纳与另外17个市镇合并为新市镇南安哈尔特。